# Brook (nome)
Brook  è un nome proprio di persona inglese maschile e femminile.

## Varianti
- Maschili: Brooks[3], Brooke[2]
- Femminili: Brooke[2][4]

## Origine e diffusione
Riprende l'omonimo cognome inglese, che in origine indicava una persona abitante vicino ad un ruscello (brook in inglese, dall'inglese antico broc, da cui deriva anche il nome Brock). La variante maschile Brooks è derivata dal cognome Brooks, che è una variante del cognome Brook. 
La forma Brooke è in uso al maschile sin dal XVII secolo, mentre al femminile apparve nel XIX secolo, in origine come secondo nome, poi indipendentemente. Cominciò a diffondersi maggiormente durante gli anni cinquanta, probabilmente per la notorietà di Brooke Astor, e divenne ancora più comune grazie all'attrice Brooke Shields.
Per semantica, è analogo ai nomi Jafar e Yuval.

## Onomastico
Il nome è adespota, cioè non è portato da alcun santo. L'onomastico quindi si festeggia il giorno di Ognissanti, che è il 1º novembre.

## Persone

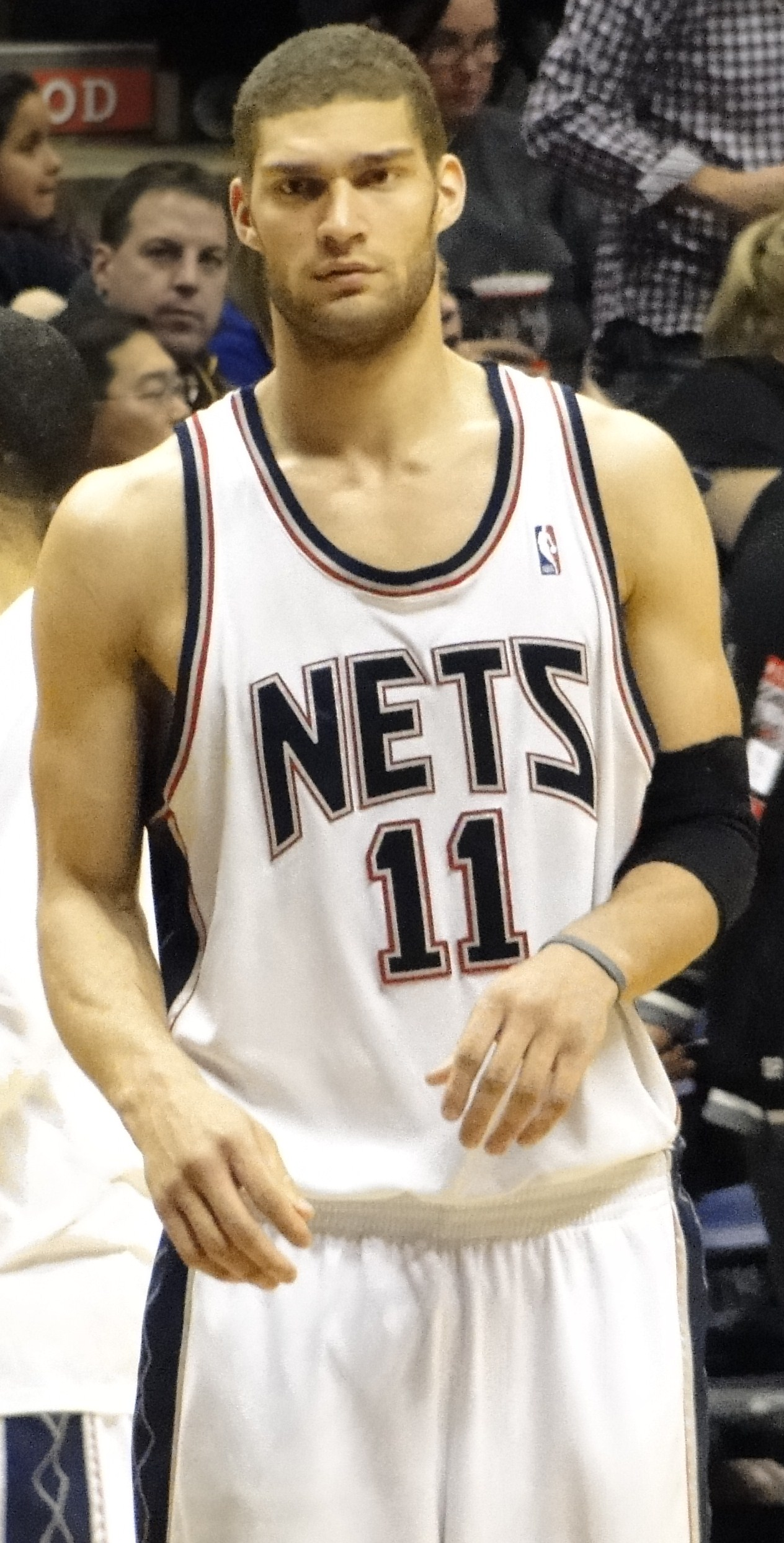
Brook Lopez

### Maschile
- Brook Benton, cantautore statunitense
- Brook Lopez, cestista statunitense
- Brook Steppe, cestista statunitense
- Brook Sykes, attore australiano
- Brook Taylor, matematico britannico

### Variante maschile Brooke
- Brooke Makler, schermidore statunitense

### Variante maschile Brooks

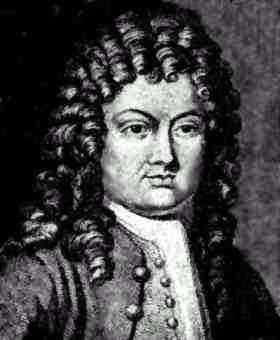
Brook Taylor

- Brooks Agnew, fisico e scrittore statunitense
- Brooks Reed, giocatore di football americano statunitense
- Brooks Reynolds, fotografo e regista canadese
- Brooks Robinson, giocatore di baseball statunitense
- Brooks Sales, cestista statunitense
- Brooks Stevens, designer statunitense
- Brooks Thompson, cestista e allenatore di pallacanestro statunitense
- Brooks Wackerman, batterista statunitense

### Femminile
- Brook Busey, vero nome di Diablo Cody, sceneggiatrice, scrittrice e blogger statunitense
- Brook Kerr, attrice statunitense
- Brook Lee, modella statunitense

### Variante femminile Brooke
- Brooke Adams, attrice statunitense

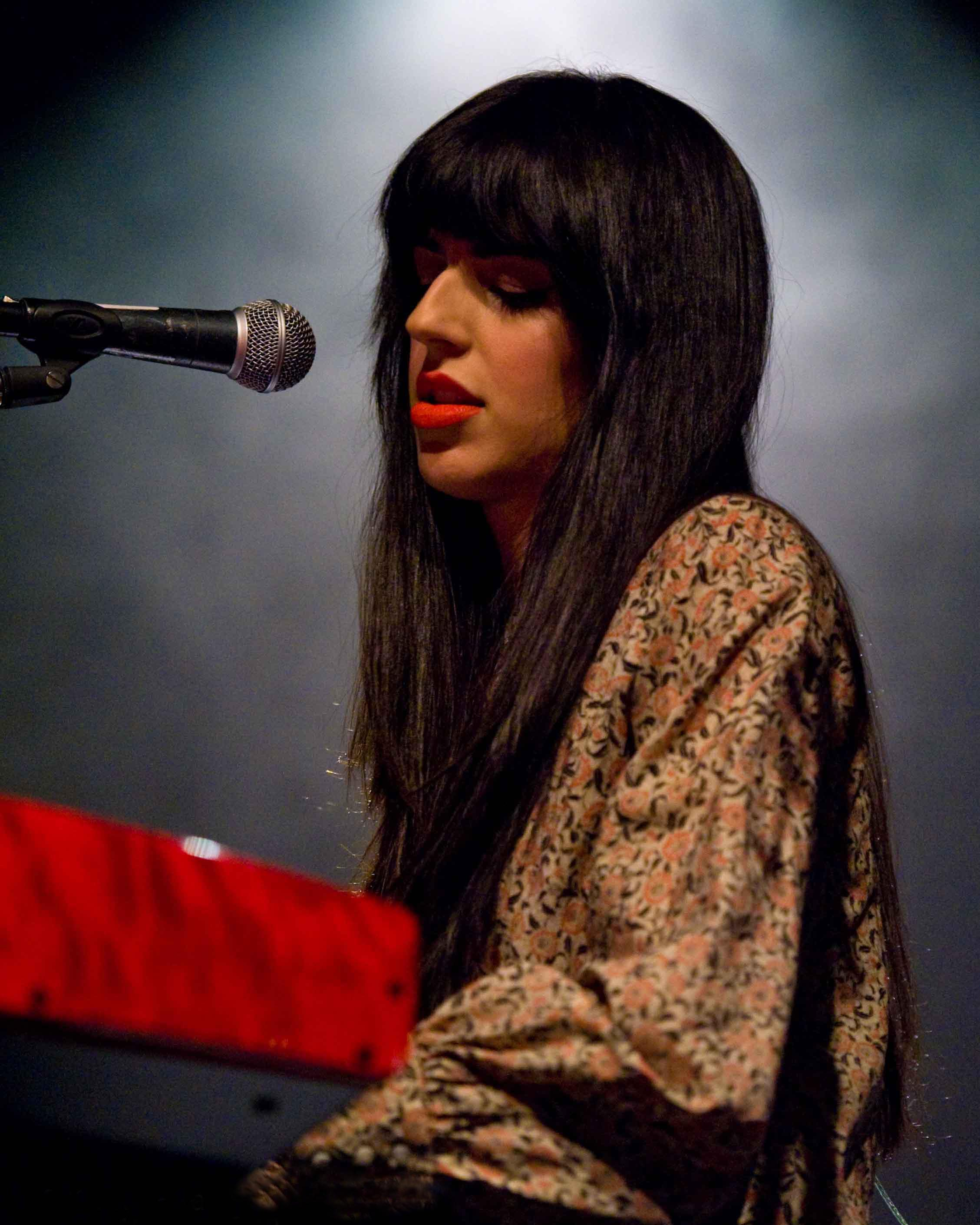
Brooke Fraser

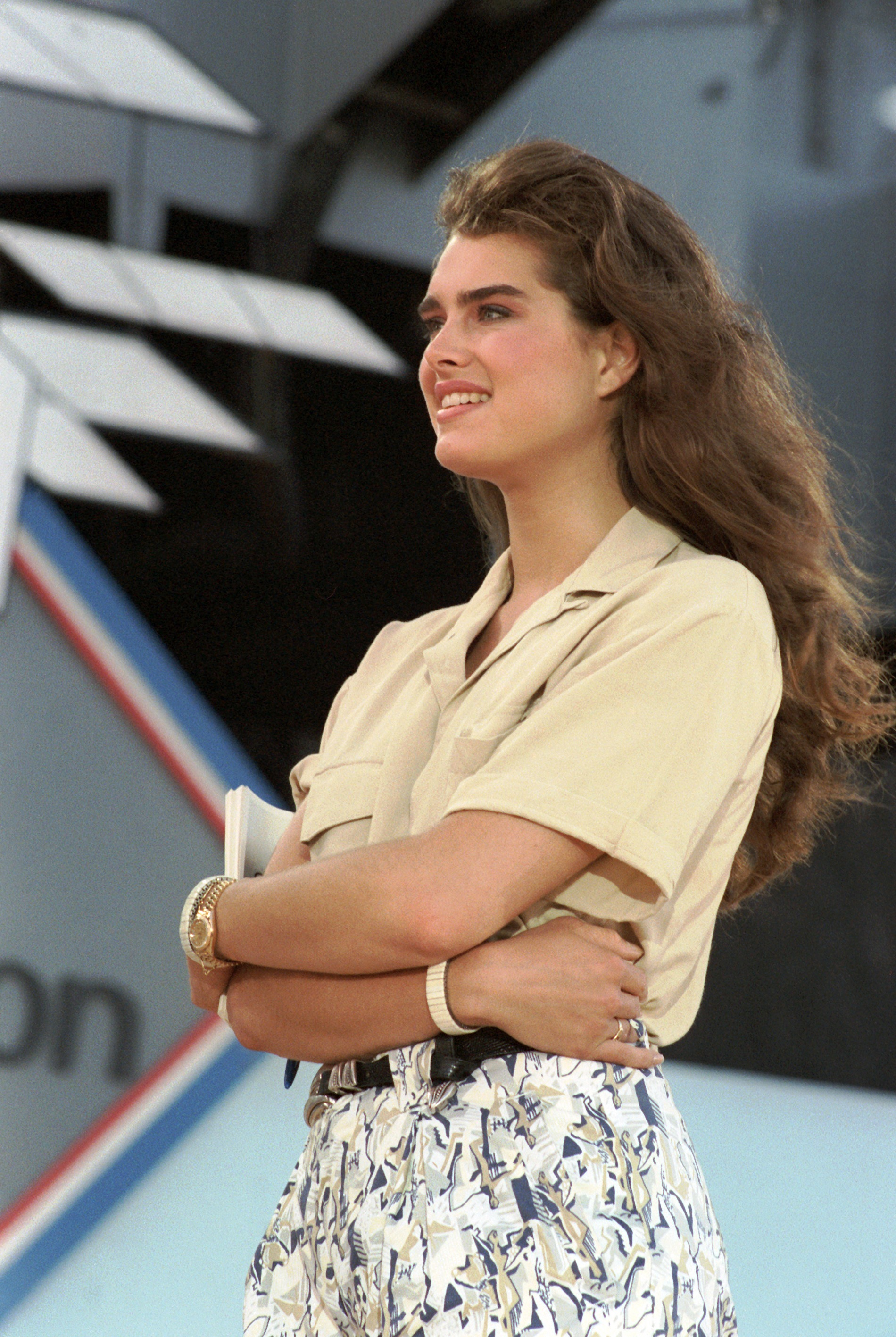
Brooke Shields

- Brooke Adams, wrestler, modella e ballerina statunitense
- Brooke Ashley, pornoattrice sudcoreana
- Brooke Ballentyne, pornoattrice statunitense
- Brooke Bennett, nuotatrice statunitense
- Brooke Burns, attrice e modella statunitense
- Brooke D'Orsay, attrice e doppiatrice canadese
- Brooke Elliott, attrice e cantante statunitense
- Brooke Fraser, cantautrice neozelandese
- Brooke Greenberg, donna statunitense affetta da una rara condizione clinica che la fa rimanere fisicamente e cognitivamente simile a una neonato
- Brooke Hanson, nuotatrice australiana
- Brooke Haven, pornoattrice statunitense
- Brooke Hogan, cantante, modella e attrice statunitense
- Brooke Langton, attrice statunitense
- Brooke Nevin, attrice canadese
- Brooke Newton, attrice statunitense
- Brooke Reves, cestista statunitense naturalizzata italiana
- Brooke Richards, modella e attrice statunitense
- Brooke Shields, attrice e modella statunitense
- Brooke Smith, attrice statunitense
- Brooke Smith, cestista statunitense
- Brooke Williams, attrice neozelandese
- Brooke Wyckoff, cestista e allenatrice di pallacanestro statunitense

## Il nome nelle arti
- Brook è un personaggio della serie manga e anime One Piece.
- Brooke è un personaggio del film del 2016 L'era glaciale - In rotta di collisione.
- Brooke Davis è un personaggio della serie televisiva One Tree Hill.
- Brooke Logan è un personaggio della soap opera Beautiful.